# 밤바라땅콩
밤바라땅콩(Bambara--, 학명: Vigna subterranea 비그나 숩테라네아[*])은 콩과의 한해살이 식물이다. 아프리카 열대 지역이 원산지이다. 이름은 서아프리카의 밤바라족 이름에서 따왔다.

## 사진 갤러리

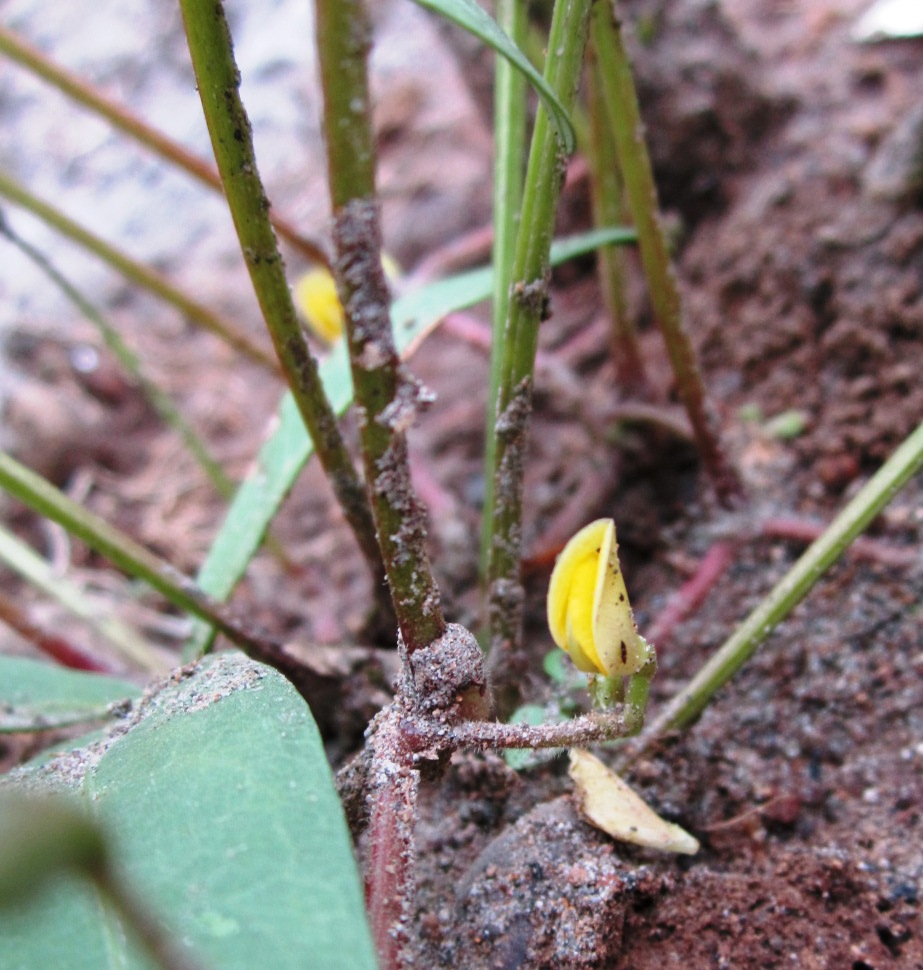
꽃
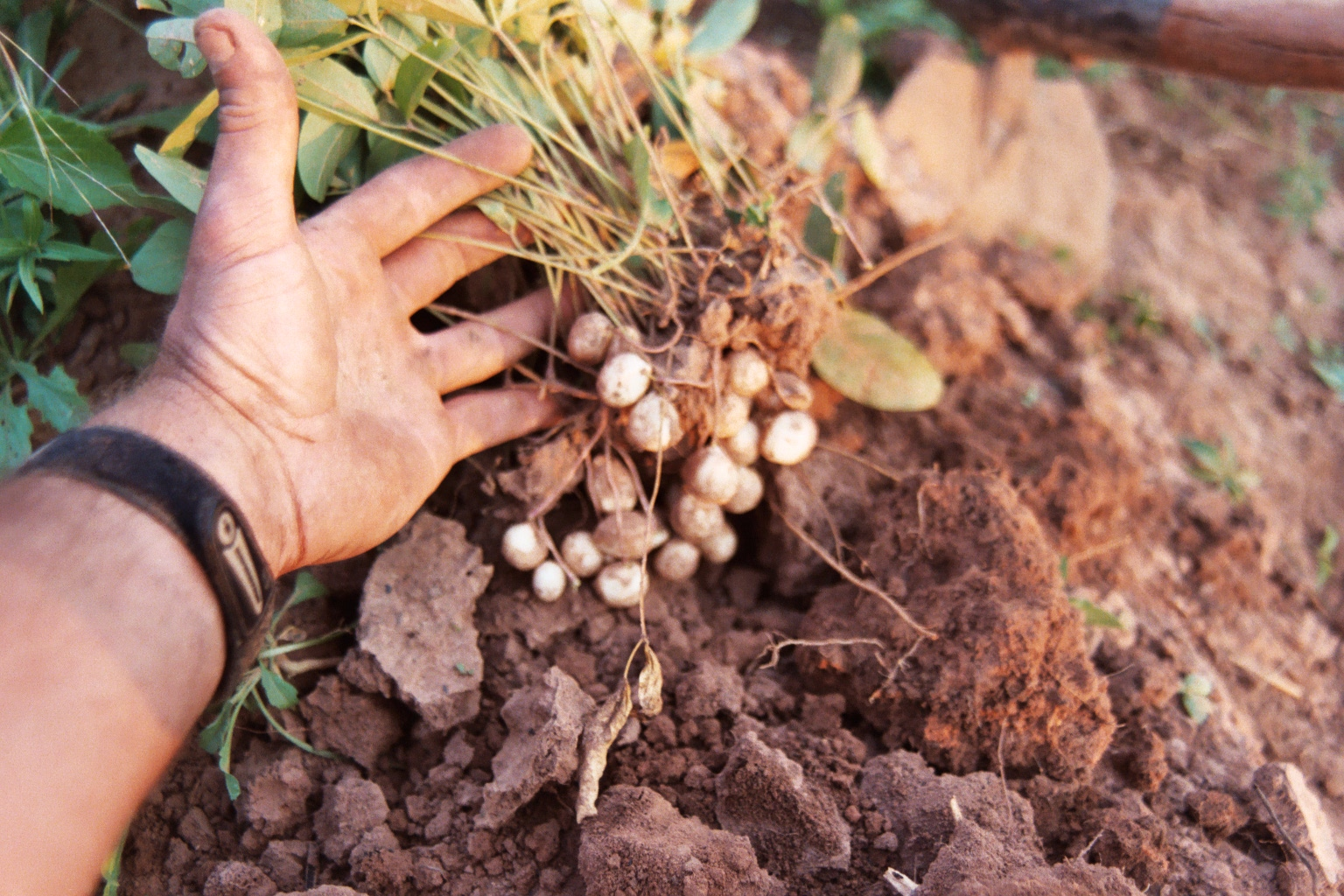
밤바라땅콩 수확
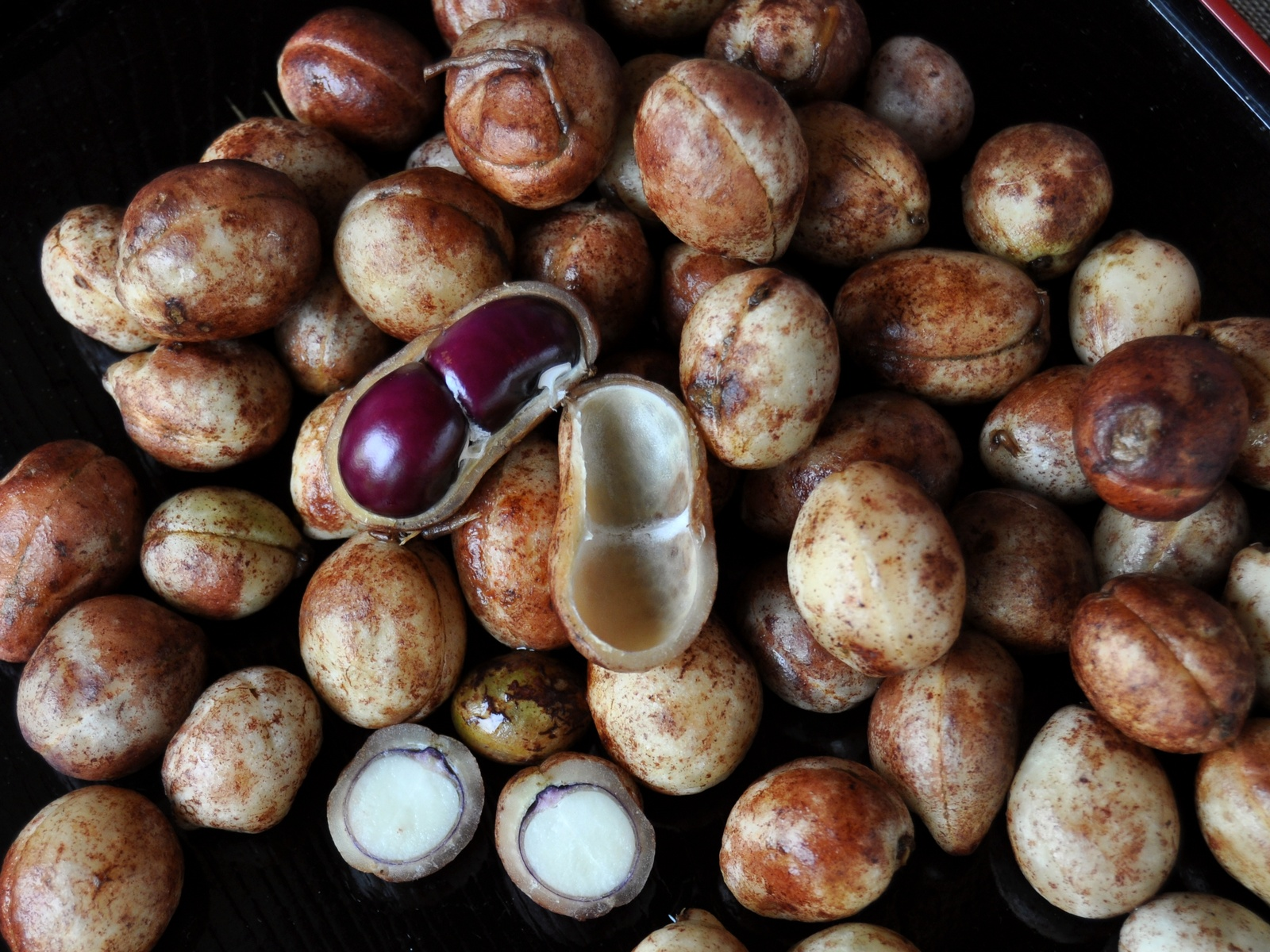
밤바라땅콩
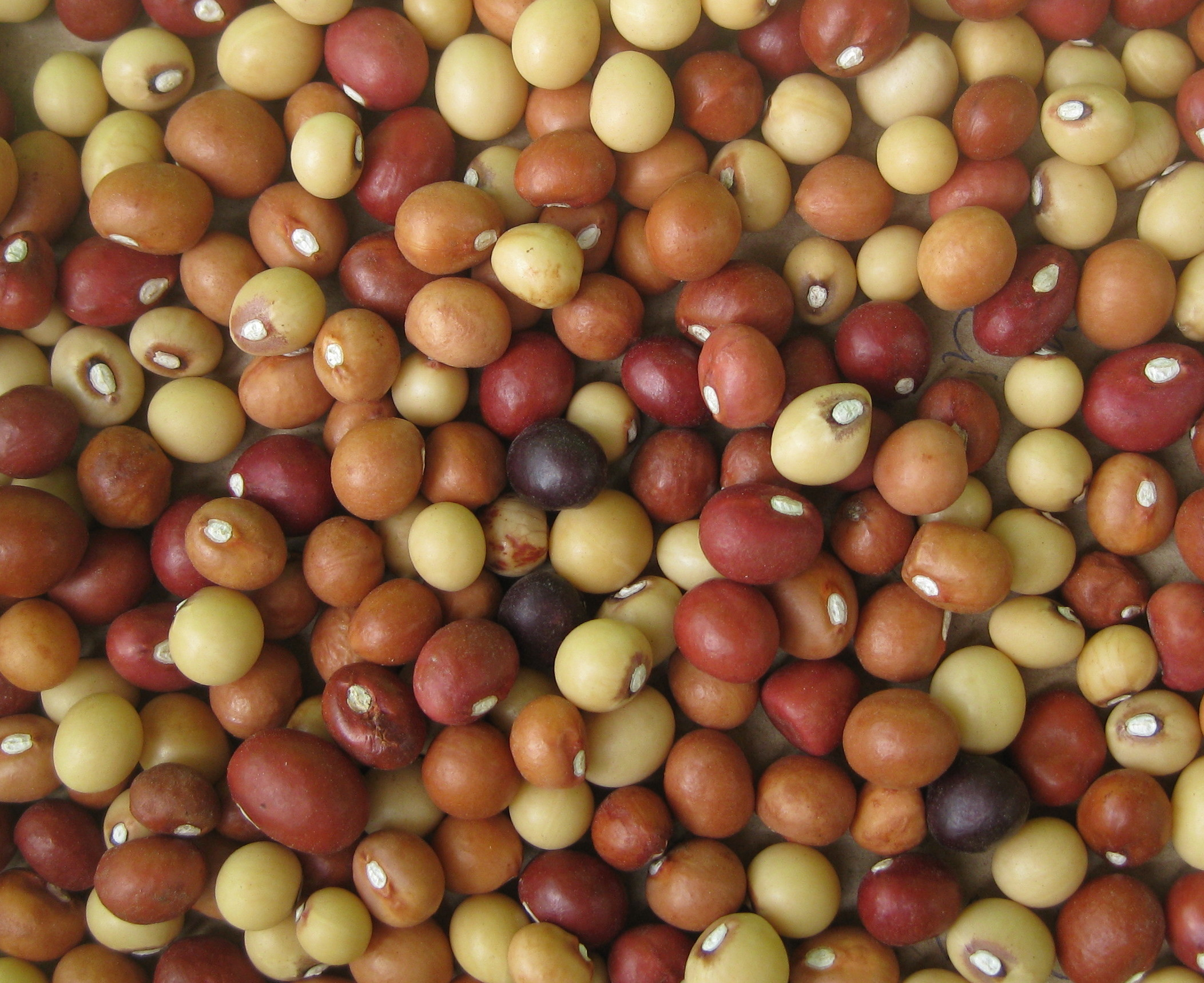
밤바라땅콩